# برند شیپمن
برند شیپمن (انگلیسی: Bernd Schipmann؛ زادهٔ ۵ ژوئیهٔ ۱۹۹۴) بازیکن فوتبال است.
از باشگاه‌هایی که در آن بازی کرده‌است می‌توان به باشگاه فوتبال روت وایس اهلن اشاره کرد.
وی همچنین در تیم ملی فوتبال فیلیپین بازی کرده‌است.